# 鈴木重禮
鈴木 重禮（すずき しげひろ、1875年（明治8年）9月 - 1913年（大正2年）3月）は、日本の農芸化学者。学位は農学博士（東京帝国大学）

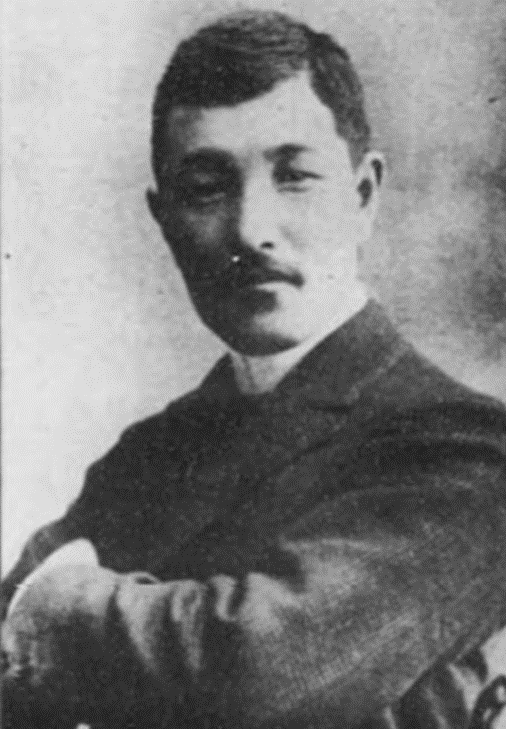
鈴木重禮教授

## 略歴
旧水戸藩士・鈴木重任の長男に生まれる。1893年（明治26年）茨城県尋常中学校を、1897年（明治30年）第一高等学校を卒業し、
1900年（明治33年）に東京帝国大学農科大学農芸化学科を首席で卒業、優等生として銀時計を下賜された。東京帝国大学大学院に進学し、農芸化学一般特に土壌に関する事項を研究する。
1903年（明治36年）東京帝国大学農科大学助教授と農商務省農事試験場の技師を兼任し、朝鮮半島の土壌調査を行った。
1907年（明治40年）東京帝国大学より農学博士を授与された
。
一学年上の盟友の麻生慶次郎は著書の中で「農学士鈴木重禮氏は腐柏質を強塩酸にて八時間沸煮して得たる分解生成物に就てエミール・フィッシャー氏の方法を用いて研究し、ロイシン、アラニン、アミド纈草酸、プロリン、グルタミン酸、アスパラギン酸及びチロシンの現存を認めたるが故に腐植質中の窒素は主としてタンパク質若くは之れに似たる化合状態となりて存すべぎことを確定し得るに至れり」と紹介している。
1908年（明治41年）から３年間、麻生慶次郎と共にミュンヘン大学など欧州へ留学し、土壌学を研究した。
1910年（明治43年）8月、麻生と共に、第2回万国土壌学会会議に参加した。
帰国後1911年（明治44年）に、東北帝国大学農科大学教授に就任したが、1913年（大正2年）に腎臓病のため37歳の若さで亡くなった。
麻生慶次郎の尽力で没後に刊行された著書『土壌生成論』には、古在由直と佐藤昌介が追悼の序を記した。この本は近代土壌生成論をわが国に初めて紹介した書として、これまで高く評価された 。
高橋偵造は、鈴木の早世に接して、「天寿にして終らしめば其学会に貢献することさらに多かりしや明なり」と追悼した。
麻生慶次郎は晩年、
「鈴木博士は余より一年後の後輩にして、共に独逸に留学しミュンヘン大学にては、共にラマン教授に就て土壌学を研究し、相携へてストックホルムにて開かれた地質学・土壌学の国際会議に出席し、此際初めて国際土壌学会の創設を議決した。スウェーデン国内の土壌殊に氷河に依りて堆積した土壌に就て見学旅行團に加わり、得るところ頗る多かりし が 鈴木博士は帰国就任後間もなく病死せられた。この篤学温厚の土壌学者を失ったことは痛悼の至りであると共に余が親友として寝食を共にし、本邦土壌学他日の大発展を期待していたので思い出が特に深いのである。」と回顧した。

## 親族
- 岳父：阪田貞一（工学博士・東京高等工業学校長）[8]
- 義兄（姉わくりの夫）：黒川真道（文学博士・黒川真頼四男）[9]
- 義兄（妻むつの姉の夫）：武田五一（工学博士）

## 著書
- 『土壌生成論』鈴木重禮著、成美堂書店、1917年（国立国会図書館デジタルコレクション）